# Federale Overheidsdienst Buitenlandse Zaken
De Federale Overheidsdienst Buitenlandse Zaken, Buitenlandse Handel en Ontwikkelingssamenwerking (FOD BuZa) is het ministerie van Buitenlandse Zaken van het Koninkrijk België en is belast met het buitenlands beleid en de betrekkingen met de Europese Unie.
Sinds 1831 is het gevestigd in Brussel. Vanuit het hoofdbestuur wordt het volledige netwerk van diplomatieke posten in het buitenland beheerd en gecoördineerd.

## Missie
De FOD BuZa heeft als missie het buitenlands beleid van België uit te voeren. Hij "behartigt, verdedigt en bevordert de belangen van België en van de Belgen in het buitenland, stimuleert de coherentie van het buitenlands optreden en coördineert het Europese beleid van België als federaal land. De FOD BuZa streeft naar een veilige, rechtvaardige en voorspoedige wereld."
De werking van de FOD BuZa is vastgelegd in een overeenkomst gesloten tussen het hoofdbestuur en de politieke overheden, vertegenwoordigd door de minister van Buitenlandse Zaken en Europese Zaken. Deze ‘bestuursovereenkomst’ bepaalt de missie, de visie en de doelstellingen van het bestuur.
Volgens zijn bestuursovereenkomst zijn dit de prioriteiten voor de FOD BZ:
- "de verdediging van onze fundamentele waarden, zoals democratie, menselijke waardigheid, mensenrechten en gendergelijkheid;
- bijdragen tot een vredevolle en veilige wereld, door de versterking van het multilaterale systeem en de internationale rechtsorde;
- bijdragen tot armoedebestrijding en een solidaire internationale samenleving, met name door een doelgerichte en duurzame ontwikkelingssamenwerking;
- de verdediging van de politieke, economische en juridische belangen van ons land;
- de bescherming van en de bijstand aan de Belgen in het buitenland, alsook de bijstand aan het in Brussel/België gevestigde diplomatieke/internationale personeel;
- het voorbereiden, coördineren en opvolgen van het Belgische Europabeleid in al zijn facetten."[2]

Concreet coördineert de FOD BuZa het Belgische buitenlandse beleid en ’s lands betrekkingen met de rest van wereld.

### Bevoegde ministers
- Minister van Buitenlandse Zaken: Maxime Prévot (sinds februari 2025)
- Minister voor Ontwikkelingssamenwerking: Maxime Prévot (sinds februari 2025)
- Minister van Europese Zaken: Maxime Prévot (sinds februari 2025)
- Minister voor Buitenlandse Handel: Theo Francken (sinds februari 2025)

### Bijstand in het buitenland
Consulaire dienstverlening is een essentieel onderdeel van de bedrijvigheid van de FOD in het buitenland. Een groot deel van het budget, het personeel en de media-aandacht wordt daarvoor vrijgemaakt.
Het hoofdbestuur en het postennetwerk staan namelijk op de eerste rij wanneer Belgen in het buitenland betrokken raken bij een crisis of ongeval. Daartoe verstrekt de FOD de Belgische burgers reisadvies om hun reis voor te bereiden en te organiseren. Met de onlinetool  Travellers Online, die de FOD heeft ontwikkeld, kunnen de Belgen zich bij het hoofdbestuur registreren om in geval van problemen in het land makkelijker bereikbaar te zijn. Zo kan de FOD de reizigers informeren en assistentie verlenen.

## Geschiedenis
Het ministerie van Buitenlandse Zaken van het Koninkrijk België werd opgericht tijdens de eerste regering van het regentschap, op 26 februari 1831. Dat bestuur fungeerde in de pas onafhankelijke staat naast vier andere, namelijk Oorlogszaken, Financiën, Binnenlandse Zaken en Justitie. De bevoegdheden van Buitenlandse Zaken evolueerden met nieuwe aandachtspunten en grondwetswijzigingen.
Samen met de uitbouw van het hoofdbestuur werden ook de eerste diplomatieke posten geopend, eerst in Londen en Parijs.

### Egmontpaleis
Het Egmontpaleis was de residentie van de familie Egmont (1532-1729), daarna die van de familie Arenberg (1729-1918) en in oktober 1918 werd de stad Brussel eigenaar. In mei 1964, na een lange periode van verval en vernielingen, kocht de Belgische staat het pand en liet ze het grondig restaureren. Sinds begin jaren ’70 kan een deel van de FOD BuZa er terecht.
In het Egmontpaleis werd op 22 januari 1972 het toetredingsverdrag van Groot-Brittannië, Ierland en Denemarken tot de Europese Economische Gemeenschap getekend. Ook werd hier, in mei 1977, het Egmontpact gesloten, een akkoord dat de communautaire geschillen in België wilde beslechten maar dat door een politieke crisis nooit werd uitgevoerd.
Het Egmontpaleis staat sinds 2002 op de monumentenlijst.

## Organisatie

### Hoofdbestuur
Het hoofdbestuur van de FOD BZ bestaat uit zes directies-generaal, ondersteund door vijf stafdirecties:
- de directie-generaal Bilaterale Zaken (DGB)
- de directie-generaal Consulaire Zaken (DGC)
- de directie-generaal Ontwikkelingssamenwerking en Humanitaire Hulp (DGD)
- de directie-generaal Europese Zaken en Coördinatie (DGE)
- de directie-generaal Juridische Zaken (DGJ)
- de directie-generaal Multilaterale Zaken en Mondialisering (DGM)

#### Directie-generaal Bilaterale Zaken (DGB)
De directie-generaal Bilaterale Zaken (DGB) verdedigt de Belgische belangen in en tegenover andere landen. Aldus promoot ze bilateraal de ethische beginselen en de maatschappelijke waarden van België: democratie, welzijn, mensenrechten en respect voor de waardigheid van het individu.
De directie-generaal Bilaterale Zaken bestaat uit drie directies:
- De directie Bilaterale Betrekkingen groepeert de geografische diensten Buurlanden - West- en Centraal-Europa - Oost- en Zuidoost-Europa, Centraal-Azië - Midden-Oosten en Noord-Afrika - Afrika ten zuiden van de Sahara - Zuid- en Oost-Azië, Oceanië en tot slot Latijns-Amerika.
- De directie Financiële Steun aan de Export bekijkt de mogelijkheden om overheidssteun te verlenen voor exportkredieten en treedt op als het secretariaat van het Comité FINEXPO. Om de uitvoer te stimuleren beschikt FINEXPO over vier soorten financiële instrumenten. Naast de stabilisering van de rentevoet zijn er drie concessionele instrumenten: de intrestbonificatie, de intrestbonificatie met aanvullende gift en de leningen van staat tot staat.
- De directie Economische Belangen groepeert de diensten Vertegenwoordiging van de Economische Belangen Agentschap Buitenlandse Handel, Kamers van Koophandel en Adviseurs Economische Diplomatie (AED) – Economische Akkoorden en tot slot Internationaal Transportbeleid.

#### Directie-generaal Consulaire Zaken (DGC)
De directie-generaal Consulaire Zaken (DGC) ondersteunt en begeleidt het werk van de Belgische consulaire afdelingen in het buitenland die:
1. fungeren als een echte gemeente voor de Belgen die in het buitenland wonen inzake dossiers over nationaliteit, burgerlijke stand, notariële akten, legalisaties, paspoorten, identiteitskaarten, verkiezingen …
2. landgenoten op doorreis of in moeilijkheden in het buitenland bijstaan : toeristen, Belgen die gearresteerd zijn in het buitenland, ouderontvoeringen …
3. reiken een visum uit aan buitenlanders die in België wensen te verblijven of er zich wensen te vestigen.

De directie-generaal Consulaire Zaken informeert en assisteert eveneens particulieren in België inzake de consulaire aangelegenheden die onder haar ressorteren en staat permanent in contact met de Belgische overheden die voor deze domeinen medebevoegd zijn (Justitie, Binnenlandse Zaken, gemeenten, gewesten en gemeenschappen).

#### Directie-generaal Ontwikkelingssamenwerking en Humanitaire Hulp (DGD)
De directie-generaal Ontwikkelingssamenwerking en Humanitaire Hulp (DGD) komt op voor de Belgische ontwikkelingssamenwerking in haar diverse aspecten. De DGD ressorteert onder de minister van Ontwikkelingssamenwerking. Ze bestaat uit vijf directies, ondersteund door een Strategisch Comité:
- De geografische directie D1 concentreert zich op de geografische context van onze ontwikkelingssamenwerking, vanuit een regionale invalshoek die rekening houdt met de specifieke context en de noden van de landen uit het Zuiden en die ontwikkelingsresultaten neerzetten als centrale doelstelling heeft.
- De thematische directie D2 is bevoegd voor de strategische omschrijving, het gebruik en de opvolging van de Belgische thematische ontwikkelingstools om ontwikkelingsresultaten neer te zetten.
- De directie Civiele Maatschappij D3 onderhoudt betrekkingen met niet-gouvernementele actoren van het Belgische ontwikkelingsbeleid: de niet-gouvernementele organisaties, universiteiten en wetenschappelijke instellingen, onderwijsgebonden organen, lokale besturen en vakbonden. Die organisaties spelen een belangrijke rol inzake de strijd tegen armoede, capaciteitsopbouw en kritische steun aan het beleid.
- De directie Organisatiebeheersing D4 ondersteunt de strategische opdracht van de DGD en is toegespitst op de doeltreffendheid van de hulp, communicatie en verantwoording. Speciale aandacht gaat uit naar het boeken van ontwikkelingsresultaten, de indiening van de desbetreffende rekeningen, het delen van de geleerde lessen en het ontwikkelen van gepaste interne controle en van risicobeheersing.
- De directie Humanitaire Hulp en Transitie D5 is bevoegd voor humanitaire actie en transitie naar ontwikkeling. De oprichting van D5 is enerzijds ingegeven door de omvang van de humanitaire actie qua activiteiten en budget en anderzijds door de noodzaak om op een samenhangende manier de knowhow en de tools te groeperen die worden ingeschakeld voor de zogeheten transitiesituaties.
- Het Strategisch Comité, dat tot taak heeft de interne samenhang van het Belgische ontwikkelingsbeleid te bevorderen, beleidsvoorstellen te formuleren aan de minister die ontwikkelingssamenwerking onder zijn hoede heeft en dat belast is met de institutionele dialoog met de diverse partners van de Belgische Ontwikkelingssamenwerking.

#### Directie-generaal Europese Zaken en Coördinatie (DGE)
De directie-generaal Europese Zaken en Coördinatie is belast met het voorbereiden, bepalen, vertegenwoordigen, beheren en opvolgen van het Belgische Europabeleid. Met de almaar verdergaande integratie van Europa en de almaar grotere rol die het internationaal speelt, wint deze opdracht van de DGE aan belang.
De DGE is de spil van het Belgische besluitvormingsproces. Dat heeft plaats in een geest van openheid, in overleg en in samenwerking met de federale en de deelstaatoverheden, zodat België met één stem kan spreken op het internationale toneel.
De DGE onderhoudt contact met buitenlandse gesprekspartners, op Europees niveau, en met Belgische actoren, zoals de technische departementen, de gemeenschappen en de gewesten.
Voorts is de DGE voor de publieke opinie een platform wat het Europabeleid betreft.
De directie-generaal Europese Zaken en Coördinatie is bevoegd voor de volgende beleidsgebieden:
- de Europese verdragen en de Europese instellingen, het politieke project van de Europese Unie, vrijheid, veiligheid en rechtvaardigheid
- het sociaal-economische bestuur van de Europese Unie
- mededinging, energie, vervoer en telecommunicatie + het Belgische Solvitcentrum, omzetting
- landbouw, visserij, leefmilieu en gezondheid
- de buitenlandse handel van de Europese Unie
- het externe optreden van de Europese Unie

#### Directie-generaal Juridische Zaken (DGJ)
De directie-generaal Juridische Zaken (DGJ) heeft een algemeen adviserende en raadgevende functie voor alle rechtsgebieden die verband houden met de activiteiten van de FOD: internationaal publiekrecht, Europees recht, consulair recht, administratief recht, arbeidsovereenkomstenrecht, enz.
De DGJ verdedigt België ook voor internationale rechtbanken, de jurisdicties van de Europese Unie en de Europese Economische Ruimte, evenals de Belgische rechtbanken, in geschillen waarbij de FOD Buitenlandse Zaken partij is.
Tot slot vervult de DGJ een sleutelfunctie inzake verdragen, zowel bij de onderhandelingen en de ondertekening als tijdens de goedkeuringsprocedure door de verschillende parlementen.
Dit takenpakket is verdeeld over de vier directies waaruit de DGJ bestaat:
- intern recht
- Europees recht
- internationaal recht
- verdragen

#### Directie-generaal Multilaterale Zaken en Mondialisering (DGM)
Op de federale overheidsdienst Buitenlandse Zaken, Buitenlandse Handel en Ontwikkelingssamenwerking is het de taak van de directie-generaal Multilaterale Zaken en Mondialisering (DGM) het buitenlands beleid van België betreffende de multilaterale thema’s en het GBVB te bevorderen en te verdedigen.
Door de hoeveelheid en de diversiteit van voornoemde thema's is de DGM, die kan steunen op de multilaterale actie van onze permanente vertegenwoordigingen en onze bilaterale posten, grosso modo onderverdeeld in 7 bevoegdheidsdomeinen. Zij worden elk door een directie beheerd, op basis van de volgende taakverdeling:
- De directie Veiligheidsbeleid beheert, behartigt, ontwikkelt en coördineert het Europees Veiligheids- en Defensiebeleid (EVDB). Ze is eveneens belast met de internationale veiligheid in de brede zin en neemt vanuit deze opdracht deel aan het volledige besluitvormingsproces bij internationale organisaties zoals de Noord-Atlantische Verdragsorganisatie (NAVO) en de Organisatie voor Veiligheid en Samenwerking in Europa (OVSE). Voorts beheert en coördineert ze het Belgische beleid inzake non-proliferatie en ontwapening en ook het buitenlands beleid op het gebied van terrorismebestrijding.
- De directie Verenigde Naties bevordert en ontwikkelt de mondiale internationale samenwerking in het kader van de Verenigde Naties: de Algemene Vergadering en haar commissies, de Veiligheidsraad, vredesoperaties, sancties, de Economische en Sociale Raad en zijn functionele commissies, de Grote Conferenties, de gespecialiseerde instellingen, de budgettaire bijdragen …
- De directie Mensenrechten heeft als hoofdtaak het aspect mensenrechten in ons buitenlands beleid uit te werken en toe te passen, zowel bilateraal als in de regionale en internationale organisaties, zoals de Raad van Europa, de Verenigde Naties, de Europese Unie en de OVSE (humanitaire dimensie).
- De directie Mondialisering beheert, bevordert en coördineert het Belgische buitenlands beleid in de volgende domeinen:
  - internationale economische en financiële samenwerking
  - strijd tegen de internationaal georganiseerde financiële misdaad
- De directie Externe Relaties van de EU volgt het volledige externe beleid van de EU (communautair en GBVB) op, onder de gezamenlijke verantwoordelijkheid van de DGM en de DGE.
- De directie Multilaterale Coördinatie ziet mee toe op de coherentie van het Belgische beleid inzake multilaterale aangelegenheden door op de FOD de nodige coördinatie en overleg met andere FOD’s, de gemeenschappen, de gewesten en de organisaties van de civiele samenleving te waarborgen en te stimuleren.
- De directie Duurzame Ontwikkeling beheert, ontwikkelt en coördineert het buitenlands beleid op het stuk van milieu en duurzame ontwikkeling.

### Personeelsbestand
In december 2016 stelt de FOD Buitenlandse Zaken, Buitenlandse Handel en Ontwikkelingssamenwerking 2.538 mensen tewerk, waarvan:
- 758 op het hoofdbestuur
- 651 op post, expats
- 1.129 op post, lokaal aangenomen

### Postenetwerk
Het hoofdbestuur krijgt ondersteuning van een wereldwijd vertakt diplomatiek netwerk van 118 posten. In 2018 telt België:
- 83 ambassades
- 17 consulaten-generaal
- 5 consulaten
- 4 diplomatieke bureaus
- 1 Belgisch bureau (in Taipei)
- 8 permanente vertegenwoordigingen bij internationale organisaties

Bovendien telt België 335 ereconsulaten, verspreid over de hele wereld.

## Digitale diplomatie
De FOD Buitenlandse Zaken, Buitenlandse Handel en Ontwikkelingssamenwerking is ook actief op de sociale media.
In 2016 lanceerde de FOD ook de site Focus on Belgium om de talrijke troeven van België in de verf te zetten: zijn creativiteit, diversiteit, duurzame waarden, aankomende talenten, evolutie en verwachtingen. De site sluit aan bij de ontwikkeling van de publieke diplomatie van de FOD Buitenlandse Zaken. De bedoeling is zowel de ambassades en consulaten in het buitenland helpen België te promoten als het brede publiek beter bekend te maken met alles wat zich in België afspeelt en wat het land op de meest diverse domeinen te bieden heeft. De site bestaat in drie talen: Nederlands, Frans en het Engels.

## Voetnoten
1. ↑  Bestuursovereenkomst met betrekking tot de werking van de Federale Overheidsdienst Buitenlandse Zaken, Buitenlandse Handel en Ontwikkelingssamenwerking 2016-2018.
2. ↑  [Bestuursovereenkomst met betrekking tot de werking van de federale overheidsdienst Buitenlandse Zaken, Buitenlandse Handel en Ontwikkelingssamenwerking 2016-2018 Bestuursovereenkomst met betrekking tot de werking van de federale overheidsdienst Buitenlandse Zaken, Buitenlandse Handel en Ontwikkelingssamenwerking 2016-2018].
3. ↑  FOD BuZa. Jaarverslag 2016.
4. ↑  https://travellersonline.diplomatie.be/. Gearchiveerd op 16 juli 2020.
5. ↑  https://focusonbelgium.be/nl. Gearchiveerd op 1 juni 2023.